# Митків (Чернівецький район)
Ми́тків — село в Україні, у Вікнянській сільській громаді Чернівецького району Чернівецької області.
Митків умовно ділиться на 3 частини: Колопнище, Стінка, Гора (Мочарки). Село розкинулось біля підніжжя гори Кізя. На північний схід від села розташована геологічна пам'ятка природи «Митківська стінка» і «Митківський іхтіологічний заказник».

## Уродженці села
- Вакалюк Марія Георгіївна (нар. 1932) — новатор сільськогосподарського виробництва, громадська діячка. Герой Соціалістичної Праці.
- Гордіца Іван Дмитрович (нар. 1944) — дизайнер і майстер різьблення на дереві.
- Манчуленко Георгій Манолійович (нар. 1963) — народний депутат України 2, 3, 4 скликань.
- Омельський Іполит Юрійович (1873—1949) — український композитор, педагог, громадський діяч.
- Руснак Манолій Васильович (1945—2023) — ювелір.

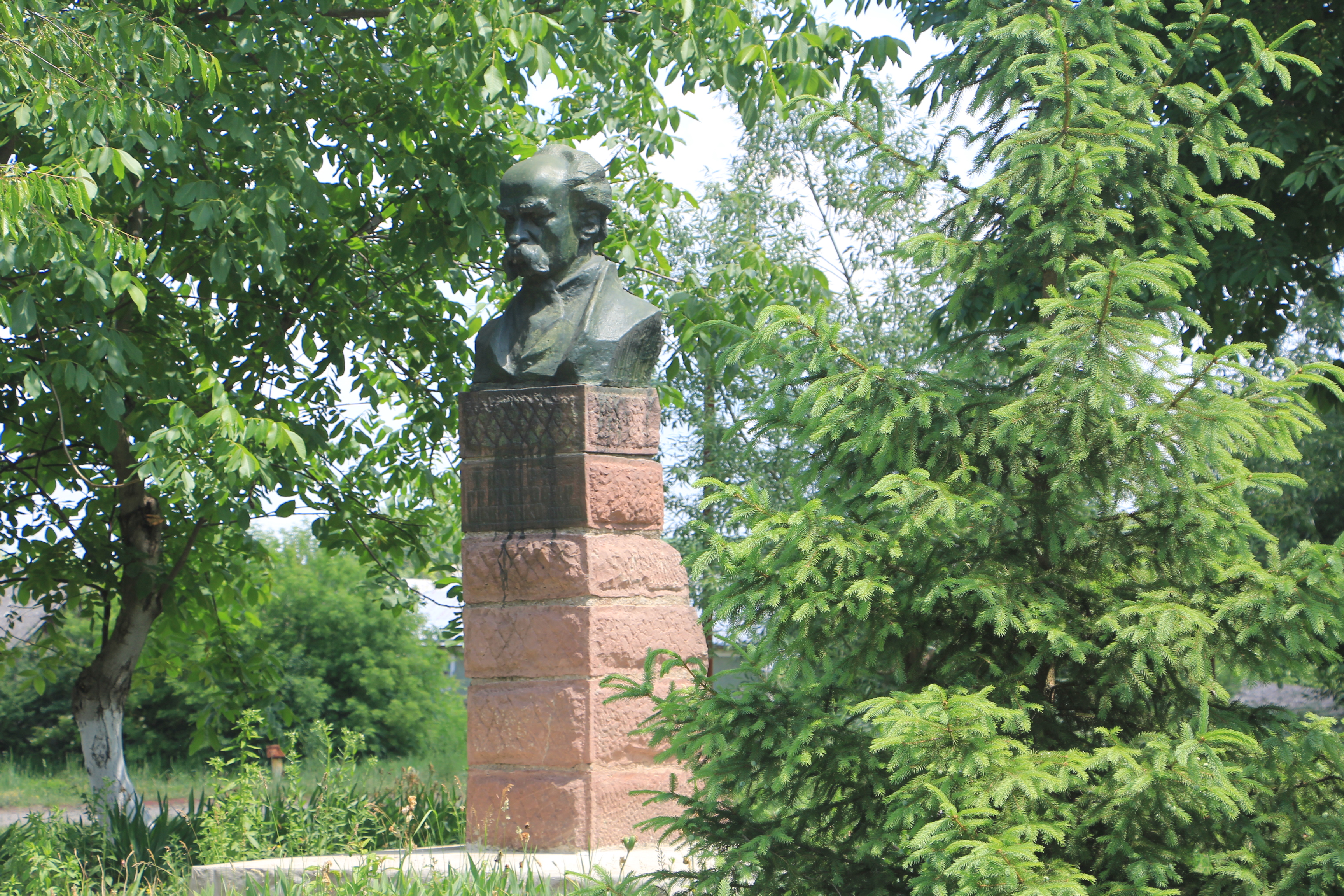
Пам'ятник Т. Шевченку.
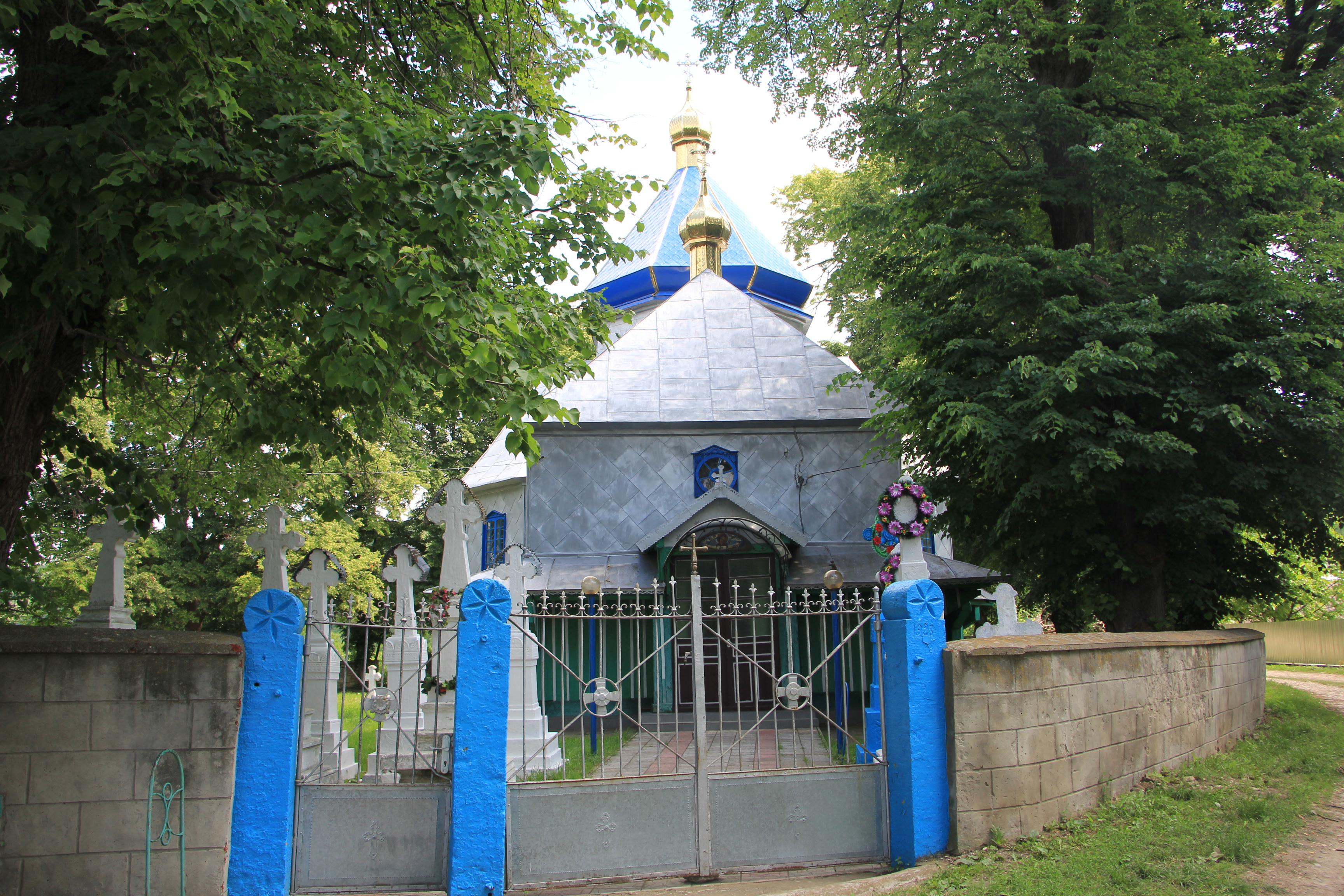
Церква Покрови Пр. Богородиці 1876.
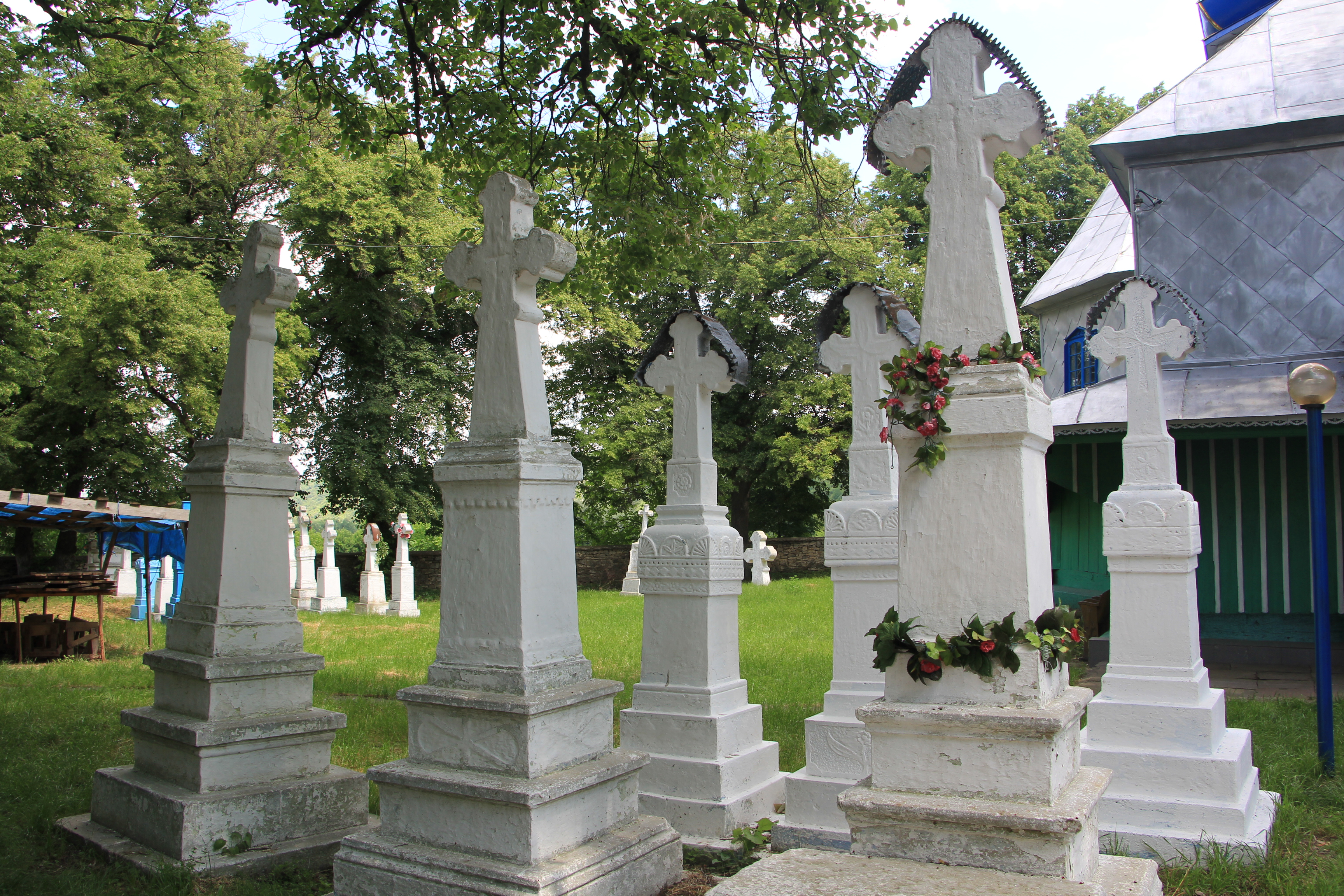
Церква Покрови Пр. Богородиці 1876.
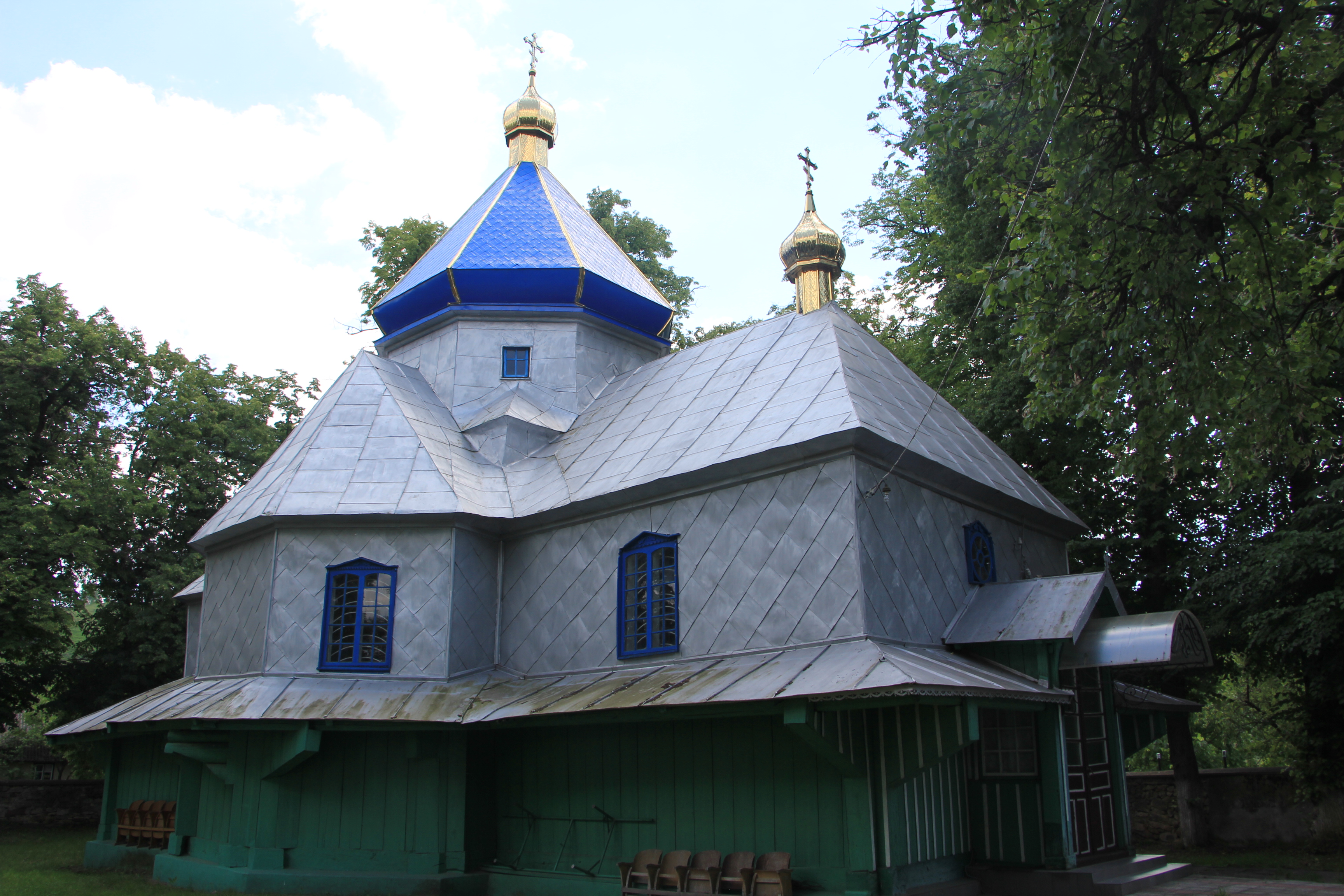
Церква Покрови Пр. Богородиці 1876.
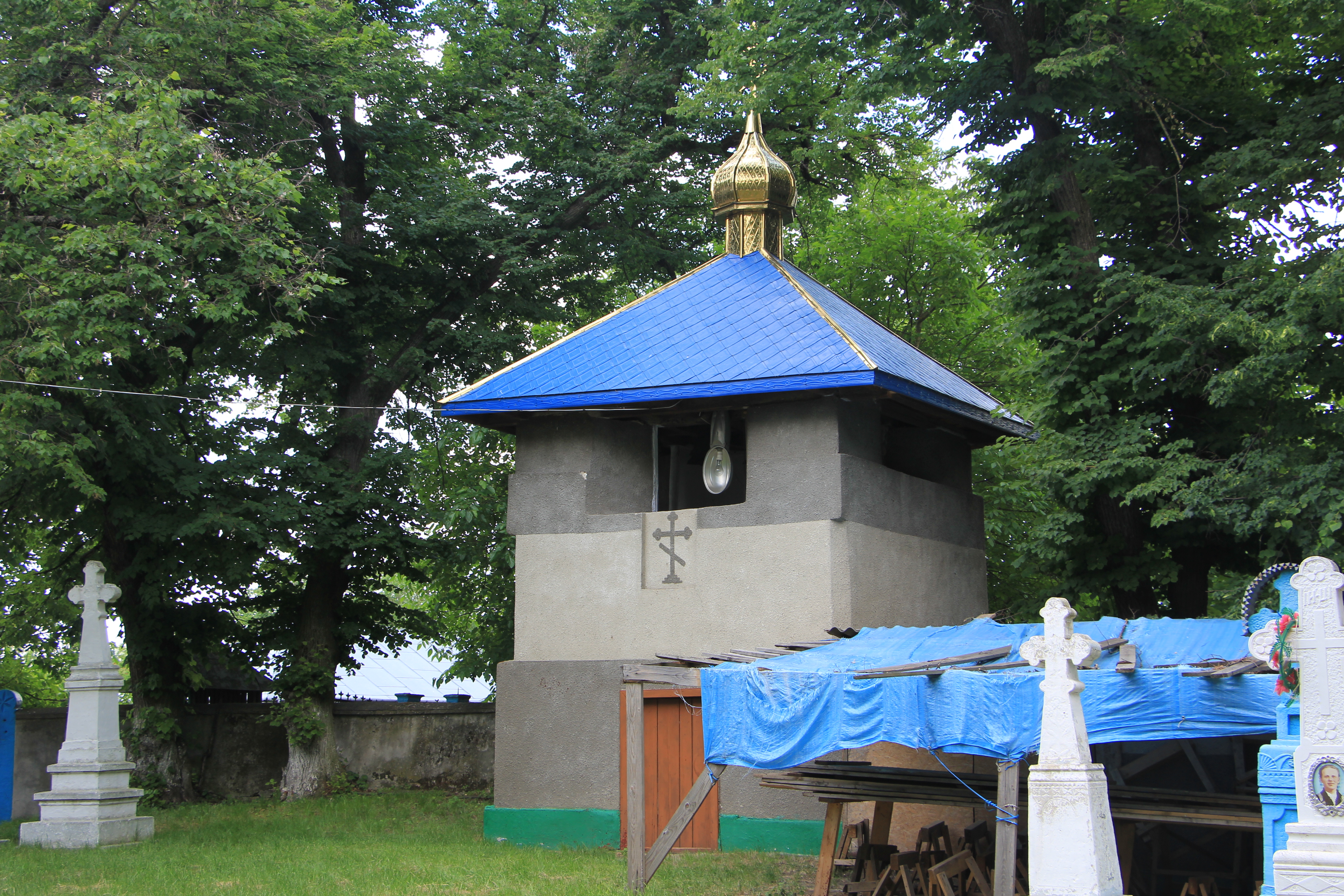
Церква Покрови Пр. Богородиці 1876.

## Населення
Згідно з переписом УРСР 1989 року чисельність наявного населення села становила 417 осіб, з яких 179 чоловіків та 238 жінок.
За переписом населення України 2020 року в селі мешкало 202 осіб.

### Мова
Розподіл населення за рідною мовою за даними перепису 2001 року:
| Мова       | Відсоток |
| ---------- | -------- |
| українська | 97,42 %  |
| російська  | 2,29 %   |
| молдовська | 0,29 %   |